# Бергколегія (Швеція)
Бергколегія була шведським наглядовим органом для гірничої справи та металургії, який існував з 1630 по 1857 рік. З 1637 по 1649 рік Бергколегія офіційно називалася Головне гірниче відомство.

## Основна характеристика
26 лютого 1630 року в Швеції був виданий королівський лист про створення наглядового органу для гірничої справи та металургії. Орган влади складався з губернатора та чотирьох асесорів, до яких були приписані гірничий камергер, рейхсгардист, гірничий писар, технічний інженер та візитатор або геодезист. З 1649 року цей офіс називався Бергсколегіум. Це був центральний офіс для нагляду та управління шведською гірничою промисловістю. Він мав вищу юрисдикцію над усіма суперечками та кримінальними справами в гірничому секторі. Тепер він складався з губернатора і шести дворянських асесорів, один з яких мав постійну резиденцію в Стокгольмі. Решту розподілили між районами видобутку. З 1640 по 1699 рік члени Гірничої академії збиралися раз на рік для консультацій. З 1713 р. губернатори стали називатися президентами. У 1723 році гірничий коледж під керівництвом президента, двох гірничих радників і чотирьох експертів відповідав за всі питання, що стосувалися копалень, плавильних заводів і млинів. Між 1756 і 1766 роками число копних радників було збільшено з 2 до 6. У 1828 р. повноваження коледжу було передано генеральному управлінню, з 1832 р. кількість членів було скорочено, а 3 січня 1857 р. гірничий технікум був розпущений.
На додаток до здійснення юрисдикції, від якої пізніше відмовилися, деякі члени раз на рік відвідували шахти та плавильні заводи. Крім того, керівники, члени журі та головні майстри доменної печі доповідали посадовцям, щоб бути в курсі процесів та прогресу. Потім ці дані доносили королю. Коледж відповідав за нагляд за вагонами, які використовувалися для зважування заліза та руди перед експортом, і надав офіційного інспектора заліза. Він призначав гірничих майстрів, охоронців, маркшейдерів, гірничих інженерів та інших підпорядкованих їм посадових осіб. Крім того, були створені детальні карти, які надавали огляд місць, шахт і нещодавно доданих робочих маршрутів. Окремі території були розділені між членами та частково розподілені між ними шляхом жеребкування .